# 한국화학올림피아드
한국 화학 올림피아드(Korea Chemistry Olympiad, KChO)는 대한민국 대한화학회에서 중·고등학생을 대상으로 주관하는 화학 경시대회이다. 8월 경에 개최되며, 중학생부, 고1부, 고2부로 나뉜다. 2009년까지는 고등부(고1부·고2부), 중등부로 나누어서 지필고사형태로 진행했으나, 2010년부터는 한국화학올림피아드와 한국중학생화학대회(KMChC)로 분리·개편됐다.

## 중학생부
현재 한국중학생화학대회는 구 한국화학올림피아드 중학생부와 같은 방식으로 개최된다.
접수는 6월에 끝내어 대회는 8월에 치른다. 기존에는 객관식 60문제를 푸는 방식으로 진행된다.
점수는 각 문제를 정답시 3점, 무응답시 0점, 오답시 -1점으로 계산한다.

2007년까지는 9월 첫째 일요일에, 2008, 2009년은 8월 첫째 일요일에 대회를 치렀다. 2010년 대회는 8월 21일 치러졌다.

## 고등부
고등부는 기존에는 객관식 30~40문제와 주관식 문제를 푸는 방식으로 진행되었으나, 2010년부터는 여름 겨울 계절학교 입교를 위해 평가대상자를 접수한 후, 수상실적과 자기소개서에 의해 입교시험대상자를 선발한 후 입교 시험을 치른 후 교육하는 방식으로 진행된다. 기존과 달리 여름 겨울 계절학교 입교시험이 나뉘어 시행되어, 시험수가 2회로 늘어나 중학생부와 별개의 형식이 되었다.